# Dave Grohl
David Eric "Dave" Grohl (Warren, Ohio, 1969. január 14. –) amerikai rockzenész, leginkább a Foo Fighters énekes-gitárosaként és a Nirvana dobosaként ismert.

## Élete és pályafutása

### Fiatalkora
12 éves korában kezdett érdeklődni a zene iránt. Először gitározni, majd később a 80-as évek közepe felé dobolni kezdett. Ez a javára vált, mivel a 80-as évek végén mint dobos vált híressé.

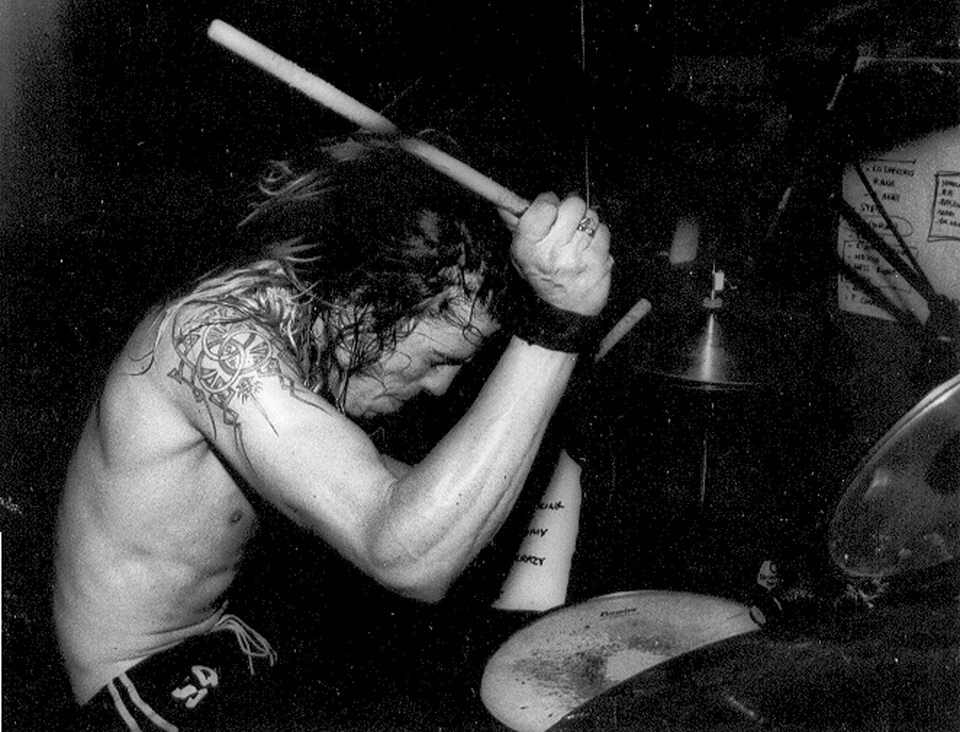
Grohl a Screamben 1989-ben

### Nirvana
A zenekar nem volt megelégedve a frissen kiválasztott dobosukkal, így a Melvins zenekart vezető, Buzz Osbourne biztatására Dave Grohl jelentkezett a pozícióra. Krist Novoselichez és Kurt Cobainhoz. A Nirvana életének első szakaszában nagy volt a fluktuáció, Dave az ötödik dobos volt a zenekarban. Az igazi áttörést a Bleach című lemezt követő Nevermind című albumuk hozta meg, amin már Grohl dobolt. Cobain öngyilkossága után sokáig nem akart zenével foglalkozni, de Tom Petty meghívására elvállalta, hogy a Saturday Night Live-os fellépését segítve visszaüljön a dobok mögé. A sikeres együttműködés láttán Petty felajánlotta neki, hogy csatlakozzon a zenekarához. Grohl az ajánlatra nemet mondott és elhatározta, hogy immár frontemberként újra zenélni kezd. Az azonos című Foo Fighters albumot egyedül írta és játszotta fel.

### Foo Fighters
1994 októberében alapította a zenekart, ami a Saturday Night Live című műsorban futott be. A Foo Fighters az évek során a világ egyik legnagyobb hatású rockbandája lett. Nyolc nagylemezük és egy válogatásalbumuk jelent meg. A kilencvenes években a zenekar több tagcserén is átesett, és végül régi-új tagokkal 2007-re alakult ki a ma is ismert felállás. Több Grammy-díjat is nyertek, a legutóbbit 2012-ben a 2011-es Wasting Light című lemezükért.

## Magánélete
Első felesége Jennifer Youngblood fotóművész. Házasságuk 1993-tól 1997-ig tartott. A válás után pár hónapig Louise Post volt a partnere. 2003. augusztus 2-án összeházasodott Jordyn Blummal. Grohl három gyermek édesapja.

## Diszkográfia

### Mission Impossible
- Alive & Kicking (1985), WGNS Recordings – "I Can Only Try"
- 77 KK (1985), 77 KK Records – "Life Already Drawn"
- Getting Shit for Growing Up Different (1986), Dischord Records/Sammich Records

### Dain Bramage
- Demo 1 (1986), kiadó nélkül
- Demo 2 (1986), kiadó nélkül
- I Scream Not Coming Down (1986), Fartblossom Enterprizes

### Scream
- No More Censorship (1988), RAS Records
- Live at Van Hall in Amsterdam (1988), Konkurrel Records
- Your Choice Live Series Vol.10 (1990), Your Choice Records
- Fumble (Recorded 1989 / Released 1993), Dischord Records

### Nirvana
- Nevermind (1991), DGC
- Hormoaning (1992), DGC/Geffen Records
- Incesticide (1992), Sub Pop/DGC
- In Utero (1993), DGC/Geffen
- MTV Unplugged in New York (1994), DGC/Geffen
- Singles (1996), DGC/Geffen
- From the Muddy Banks of the Wishkah (1996), DGC/Geffen
- Nirvana (2002), DGC/Geffen
- With the Lights Out (2004), DGC/Geffen/Universal
- Sliver: The Best of the Box (2005), DGC/Geffen/Universal
- Live at Reading (2009), Geffen
- Icon (2010), Universal

### Late!
- Pocketwatch (1992), Simple Machines

### Foo Fighters
- Foo Fighters (1995), Roswell/Capitol
- The Colour and the Shape (1997), Roswell/Capitol
- There Is Nothing Left to Lose (1999), RCA
- One by One (2002), RCA
- In Your Honor (2005), RCA
- Five Songs and a Cover (2005), RCA
- Skin and Bones (2006), RCA
- Echoes, Silence, Patience & Grace (2007), RCA
- Greatest Hits (2009), RCA
- Wasting Light (2011), RCA
- Medium Rare (2011), Roswell/RCA
- Sonic Highways (2014), RCA
- Concrete and Gold (2017), RCA
- Medicine at Midnight (2021), RCA
- But Here We Are (2023), RCA

### Harlingtox A.D.
- Harlingtox Angel Divine (1996), Laundry Room Records

### Tenacious D
- Tenacious D (2001), Epic Records
- The Pick of Destiny (2006), Epic Records
- Rize of the Fenix (2012), Columbia Records
- Post-Apocalypto (2018), Columbia Records

### Queens of the Stone Age
- Songs for the Deaf (2002), Interscope Records
- ...Like Clockwork (2013), Matador Records

### Probot
- Probot (2004), Southern Lord Records/Roswell

### Them Crooked Vultures
- Them Crooked Vultures (2009), DGC/Interscope

### Szólóban
- Play (2018)

## Önéletírása magyarul
- A történetmondó. Emlékek életről és zenéről; ford. Pritz Péter; Helikon, Bp., 2022